# Goodyear 400
La Goodyear 400 è una gara automobilistica di stock car appartenente alle NASCAR Cup Series che si tiene presso il Darlington Raceway di Darlington, in South Carolina (Stati Uniti).
È una delle gare più antiche nel panorama delle Cup Series ed è la prima gara ad essere disputata sull'ovale di Darlington (l'altra è la Southern 500)

## Storia
La corsa trae le sue origini nei primi anni '50: nel 1952 sull'ovale di Darlington viene disputata una gara sulla distanza delle 100 miglia sotto egida NASCAR, appartenente alle Grand National Series. Tuttavia la NASCAR non organizza nuovamente una gara nel circuito di Darlington fino al 1957, quando viene disputato un evento riservato alla Convertible Division con il nome tradizionale di Rebel 300. La gara viene collocata nel weekend immediatamente vicino al Confederate Memorial Day, giorno festivo nello stato del South Carolina. 
Per la maggior parte della sua storia, il circuito ha visto ben due gare annuali. Nel 2005, dopo l'accordo stragiudiziale che ha coinvolto la NASCAR nella causa Ferko, il circuito di Darlington è stato costretto a cederne una, decidendo di far sopravvivere la Southern 500.
Paradossalmente, nella stagione 2020 falcidiata dalla pandemia di COVID-19, la NASCAR annuncia che nel circuito ritorna la seconda gara, denominata "The Real Heroes 400", affiancata come twin race alla "Toyota 500", sempre nello stesso tracciato. Dato il successo ottenuto, il 30 settembre 2020 la NASCAR annuncia il ritorno permanente dell'evento primaverile nel circuito a partire dalla stagione successiva nell'ambito dell'ennessimo riallineamento del calendario, con il nome (che ancora permane) di "Goodyear 400".

## Albo d'oro
Fonti: Racing Reference; Jayski's Silly Season Site
| Anno        | Data          | N°            | Pilota           | Scuderia                    | Costruttore   | Distanza      | Distanza      | Tempo         | Media         | Resoconto     |
| Anno        | Data          | N°            | Pilota           | Scuderia                    | Costruttore   | Giri          | Miglia        | Tempo         | Media         | Resoconto     |
| ----------- | ------------- | ------------- | ---------------- | --------------------------- | ------------- | ------------- | ------------- | ------------- | ------------- | ------------- |
| 1952        | 10 maggio     | 120           | Dick Rathmann    | Walt Chapman                | Hudson        | 80            | 100           | 1:11:35       | 83.318        | Resoconto     |
| 1953 – 1956 | non disputata | non disputata | non disputata    | non disputata               | non disputata | non disputata | non disputata | non disputata | non disputata | non disputata |
| 1957        | 12 maggio     | 22            | Fireball Roberts | Pete DePaolo                | Ford          | 219           | 301.1         | 2:47:23       | 107.941       | Resoconto     |
| 1958        | 10 maggio     | 26            | Curtis Turner    | Holman-Moody                | Ford          | 219           | 301.1         | 2:44:08       | 109.624       | Resoconto     |
| 1959        | 9 maggio      | 22            | Fireball Roberts | Frank Strickland            | Chevrolet     | 219           | 301.1         | 2:36:00       | 115.817       | Resoconto     |
| 1960        | 14 maggio     | 12            | Joe Weatherly    | Holman-Moody                | Ford          | 219           | 301.1         | 2:56:01       | 102.640       | Resoconto     |
| 1961        | 6 maggio      | 28            | Fred Lorenzen    | Holman-Moody                | Ford          | 219           | 301.1         | 2:31:10       | 119.520       | Resoconto     |
| 1962        | 12 maggio     | 29            | Nelson Stacy     | Holman-Moody                | Ford          | 219           | 301.1         | 2:33:17       | 117.429       | Resoconto     |
| 1963        | 11 maggio     | 8             | Joe Weatherly    | Bud Moore Engineering       | Ford          | 2x110         | 2x151.2       |               |               | Resoconto     |
| 1964        | 9 maggio      | 28            | Fred Lorenzen    | Holman-Moody                | Ford          | 219           | 301.1         | 2:18:51       | 130.013       | Resoconto     |
| 1965        | 8 maggio      | 26            | Junior Johnson   | Junior Johnson & Associates | Ford          | 219           | 301.1         | 2:41:32       | 111.849       | Resoconto     |
| 1966        | 30 aprile     | 43            | Richard Petty    | Petty Enterprises           | Plymouth      | 291           | 400.1         | 3:01:53       | 131.993       | Resoconto     |
| 1967        | 13 maggio     | 43            | Richard Petty    | Petty Enterprises           | Plymouth      | 291           | 400.1         | 3:10:56       | 125.738       | Resoconto     |
| 1968        | 11 maggio     | 17            | David Pearson    | Holman-Moody                | Ford          | 291           | 400.1         | 3:00:54       | 132.699       | Resoconto     |
| 1969        | 10 maggio     | 98            | LeeRoy Yarbrough | Junior Johnson & Associates | Mercury       | 291           | 400.1         | 3:02:28       | 131.572       | Resoconto     |
| 1970        | 9 maggio      | 17            | David Pearson    | Holman-Moody                | Ford          | 291           | 400.1         | 3:05:07       | 129.688       | Resoconto     |
| 1971        | 2 maggio      | 11            | Buddy Baker      | Petty Enterprises           | Dodge         | 293           | 400.2         | 3:03:46       | 130.678       | Resoconto     |
| 1972        | 16 aprile     | 21            | David Pearson    | Wood Brothers Racing        | Mercury       | 293           | 400.2         | 3:13:00       | 124.406       | Resoconto     |
| 1973        | 15 aprile     | 21            | David Pearson    | Wood Brothers Racing        | Mercury       | 367           | 501.3         | 4:04:14       | 122.655       | Resoconto     |
| 1974        | 7 aprile      | 21            | David Pearson    | Wood Brothers Racing        | Mercury       | 330           | 450.7         | 3:50:06       | 117.543       | Resoconto     |
| 1975        | 13 aprile     | 16            | Bobby Allison    | Penske Racing               | AMC           | 367           | 501.3         | 4:15:41       | 117.597       | Resoconto     |
| 1976        | 11 aprile     | 21            | David Pearson    | Wood Brothers Racing        | Mercury       | 367           | 501.3         | 4:04:36       | 122.973       | Resoconto     |
| 1977        | 3 aprile      | 88            | Darrell Waltrip  | DiGard Motorsports          | Chevrolet     | 367           | 501.3         | 3:53:18       | 128.817       | Resoconto     |
| 1978        | 9 aprile      | 72            | Benny Parsons    | L.G. DeWitt                 | Chevrolet     | 367           | 501.3         | 3:55:50       | 127.544       | Resoconto     |
| 1979        | 8 aprile      | 88            | Darrell Waltrip  | DiGard Motorsports          | Chevrolet     | 367           | 501.3         | 4:06:59       | 121.721       | Resoconto     |
| 1980        | 13 aprile     | 1             | David Pearson    | Ellington Racing            | Chevrolet     | 189           | 258.1         | 2:23:49       | 112.397       | Resoconto     |
| 1981        | 12 aprile     | 11            | Darrell Waltrip  | Junior Johnson & Associates | Buick         | 367           | 501.3         | 3:57:24       | 126.703       | Resoconto     |
| 1982        | 4 aprile      | 15            | Dale Earnhardt   | Bud Moore Engineering       | Ford          | 367           | 501.3         | 4:03:27       | 123.554       | Resoconto     |
| 1983        | 10 aprile     | 33            | Harry Gant       | Hal Needham                 | Buick         | 367           | 501.3         | 3:50:05       | 130.406       | Resoconto     |
| 1984        | 15 aprile     | 11            | Darrell Waltrip  | Junior Johnson & Associates | Chevrolet     | 367           | 501.3         | 4:18:16       | 119.925       | Resoconto     |
| 1985        | 14 aprile     | 9             | Bill Elliott     | Melling Racing              | Ford          | 367           | 501.3         | 3:58:08       | 126.295       | Resoconto     |
| 1986        | 13 aprile     | 3             | Dale Earnhardt   | Richard Childress Racing    | Chevrolet     | 367           | 501.3         | 3:53:11       | 128.994       | Resoconto     |
| 1987        | 29 marzo      | 3             | Dale Earnhardt   | Richard Childress Racing    | Chevrolet     | 367           | 501.3         | 4:05:28       | 122.54        | Resoconto     |
| 1988        | 27 marzo      | 83            | Lake Speed       | Lake Speed                  | Oldsmobile    | 367           | 501.3         | 3:49:07       | 131.284       | Resoconto     |
| 1989        | 2 aprile      | 33            | Harry Gant       | Leo Jackson Racing          | Oldsmobile    | 367           | 501.3         | 4:20:29       | 115.475       | Resoconto     |
| 1990        | 1 aprile      | 3             | Dale Earnhardt   | Richard Childress Racing    | Chevrolet     | 367           | 501.3         | 4:02:26       | 124.073       | Resoconto     |
| 1991        | 7 aprile      | 5             | Ricky Rudd       | Hendrick Motorsports        | Chevrolet     | 367           | 501.3         | 3:41:50       | 135.594       | Resoconto     |
| 1992        | 29 marzo      | 11            | Bill Elliott     | Junior Johnson & Associates | Ford          | 367           | 501.3         | 3:35:50       | 139.364       | Resoconto     |
| 1993        | 28 marzo      | 3             | Dale Earnhardt   | Richard Childress Racing    | Chevrolet     | 367           | 501.3         | 3:33:29       | 139.958       | Resoconto     |
| 1994        | 27 marzo      | 3             | Dale Earnhardt   | Richard Childress Racing    | Chevrolet     | 293           | 400.2         | 3:01:20       | 132.432       | Resoconto     |
| 1995        | 26 marzo      | 4             | Sterling Marlin  | Morgan-McClure Motorsports  | Chevrolet     | 293           | 400.2         | 3:35:35       | 111.392       | Resoconto     |
| 1996        | 24 marzo      | 24            | Jeff Gordon      | Hendrick Motorsports        | Chevrolet     | 293           | 400.2         | 3:12:26       | 124.792       | Resoconto     |
| 1997        | 23 marzo      | 88            | Dale Jarrett     | Robert Yates Racing         | Ford          | 293           | 400.2         | 3:18:12       | 121.162       | Resoconto     |
| 1998        | 22 marzo      | 88            | Dale Jarrett     | Robert Yates Racing         | Ford          | 293           | 400.2         | 3:07:40       | 127.962       | Resoconto     |
| 1999        | 21 marzo      | 99            | Jeff Burton      | Roush Racing                | Ford          | 164           | 224.          | 1:50:49       | 121.294       | Resoconto     |
| 2000        | 19 marzo      | 22            | Ward Burton      | Bill Davis Racing           | Pontiac       | 293           | 400.2         | 3:07:30       | 128.076       | Resoconto     |
| 2001        | 18 marzo      | 88            | Dale Jarrett     | Robert Yates Racing         | Ford          | 293           | 400.2         | 3:09:45       | 126.557       | Resoconto     |
| 2002        | 17 marzo      | 40            | Sterling Marlin  | Chip Ganassi Racing         | Dodge         | 293           | 400.2         | 3:10:29       | 126.07        | Resoconto     |
| 2003        | 16 marzo      | 32            | Ricky Craven     | PPI Motorsports             | Pontiac       | 293           | 400.2         | 3:10:16       | 126.214       | Resoconto     |
| 2004        | 21 marzo      | 48            | Jimmie Johnson   | Hendrick Motorsports        | Chevrolet     | 293           | 400.2         | 3:30:39       | 114.001       | Resoconto     |
| 2005 – 2019 | non disputata | non disputata | non disputata    | non disputata               | non disputata | non disputata | non disputata | non disputata | non disputata | non disputata |
| 2020        | 17 maggio     | 4             | Kevin Harvick    | Stewart-Haas Racing         | Ford          | 293           | 400.2         | 3:27:21       | 115.815       | Resoconto     |
| 2020        | 20 maggio     | 11            | Denny Hamlin     | Joe Gibbs Racing            | Toyota        | 208           | 248.1         | 2:42:23       | 104.984       | Resoconto     |
| 2021        | 9 maggio      | 19            | Martin Truex Jr. | Joe Gibbs Racing            | Toyota        | 293           | 400.2         | 3:14:21       | 123.562       | Resoconto     |
| 2022        | 8 maggio      | 22            | Joey Logano      | Team Penske                 | Ford          | 293           | 400.2         | 3:21:32       | 119.158       | Resoconto     |
| 2023        | 14 maggio     | 24            | William Byron    | Hendrick Motorsports        | Chevrolet     | 295           | 402.9         | 3:23:23       | 118.880       | Resoconto     |
| 2024        | 12 maggio     | 6             | Brad Keselowski  | RFK Racing                  | Ford          | 293           | 400.2         | 3:12:30       | 124.750       | Resoconto     |

### Piloti plurivincitori
| Vittorie | Pilota           | Edizioni                                 |
| -------- | ---------------- | ---------------------------------------- |
| 7        | David Pearson    | 1968, 1970, 1972, 1973, 1974, 1976, 1980 |
| 6        | Dale Earnhardt   | 1982, 1986, 1987, 1990, 1993, 1994       |
| 4        | Darrell Waltrip  | 1977, 1979, 1981, 1984                   |
| 3        | Dale Jarrett     | 1997, 1998, 2001                         |
| 2        | Fireball Roberts | 1957, 1959                               |
| 2        | Joe Weatherly    | 1960, 1963                               |
| 2        | Fred Lorenzen    | 1961, 1964                               |
| 2        | Richard Petty    | 1966, 1967                               |
| 2        | Harry Gant       | 1983, 1989                               |
| 2        | Bill Elliott     | 1985, 1992                               |
| 2        | Sterling Marlin  | 1995, 2002                               |

### Teamplurivincitori
| Vittorie | Team                        | Edizioni                                 |
| -------- | --------------------------- | ---------------------------------------- |
| 7        | Holman-Moody                | 1958, 1960, 1961, 1962, 1964, 1968, 1970 |
| 5        | Junior Johnson & Associates | 1965, 1969, 1981, 1984, 1992             |
| 5        | Richard Childress Racing    | 1986, 1987, 1990, 1993, 1994             |
| 4        | Wood Brothers Racing        | 1972, 1973, 1974, 1976                   |
| 4        | Hendrick Motorsports        | 1991, 1996, 2004, 2023                   |
| 3        | Petty Enterprises           | 1966, 1967, 1971                         |
| 3        | Robert Yates Racing         | 1997, 1998, 2001                         |
| 2        | Bud Moore Engineering       | 1963, 1982                               |
| 2        | DiGard Motorsports          | 1977, 1979                               |
| 2        | Joe Gibbs Racing            | 2020 II, 2021                            |
| 2        | RFK Racing                  | 1999, 2024                               |

### Costruttori plurivincitori
| Vittorie | Costruttori | Edizioni |
| -------- | ----------- | --- |
| 20       | Ford        | 1957, 1958, 1960, 1961, 1962, 1963, 1964, 1965, 1968, 1970, 1982, 1985, 1992, 1997, 1999, 2001, 2020 I, 2022, 2024 |
| 16       | Chevrolet   | 1959, 1977, 1978, 1979, 1980, 1984, 1986, 1987, 1990, 1991, 1993, 1994, 1995, 1996, 2004, 2023                     |
| 5        | Mercury     | 1969, 1972, 1973, 1974, 1976                                                                                       |
| 2        | Plymouth    | 1966, 1967 |
| 2        | Buick       | 1981, 1983 |
| 2        | Oldsmobile  | 1988, 1989 |
| 2        | Dodge       | 1971, 2002 |
| 2        | Pontiac     | 2000, 2003 |
| 2        | Toyota      | 2020 II, 2021 |